# Dráha (drážní doprava)

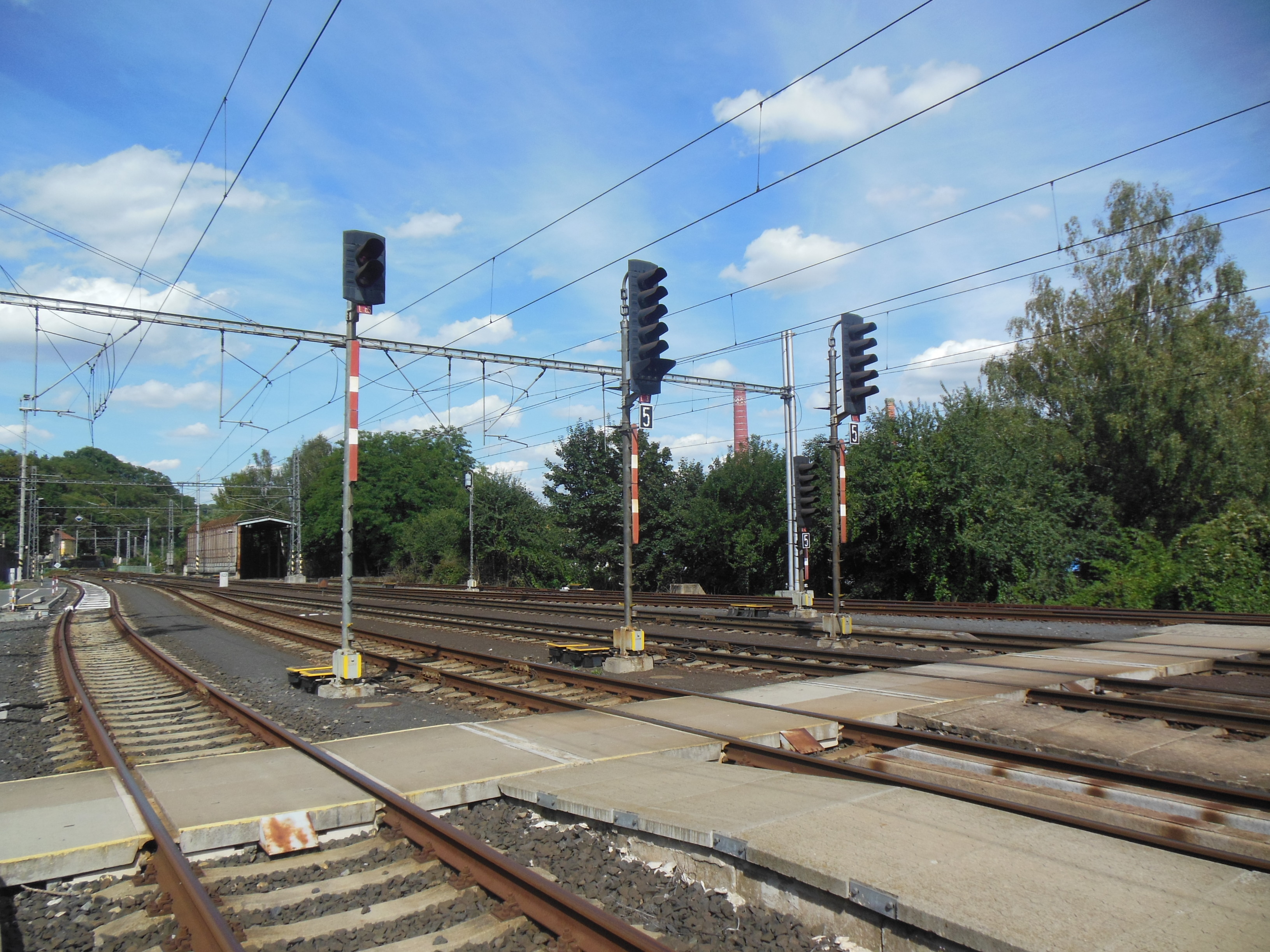
Železniční stanice Roztoky u Prahy

Dráha ve smyslu Zákona o dráhách je soustava dopravních zařízení, která vozidlo vedou a na nichž je závislé, například kolejové, trolejové nebo lanové vedení. V technicko-právním významu jsou součástí dráhy i její pomocná zařízení a pozemky, například elektrické měnírny, nástupiště, staniční budovy. Úvodní definice v Zákoně o dráhách zní: „Dráhou je cesta určená k pohybu drážních vozidel včetně pevných zařízení potřebných pro zajištění bezpečnosti a plynulosti drážní dopravy.“ Slovo trať je přibližným synonymem slova dráha: „Pro účely této vyhlášky [vyhl. č. 177/1995 Sb.] pro železniční dráhy, dráhu tramvajovou a pozemní lanovou dráhu se rozumí tratí soubor stavebně technických zařízení dopravní cesty určené k pohybu drážního vozidla.“

## Typy drah v České republice
Zákon o dráhách (266/1994 Sb.) rozlišuje tyto druhy drah:
- železniční dráha
  - celostátní dráha
  - regionální dráha
  - místní dráha
  - vlečka
  - zkušební dráha
  - speciální dráha (například metro)
- tramvajová dráha
- trolejbusová dráha
- lanová dráha
- důlní dráha (zákon ji zmiňuje, ale nevztahuje se na ni)
- průmyslová dráha (zákon ji zmiňuje, ale nevztahuje se na ni)
- přenosná dráha (zákon ji zmiňuje, ale nevztahuje se na ni)
- jeřábová dráha (nespadá pod zákon o dráhách, požadavky upravují speciální technické předpisy)

Lyžařský vlek se za dráhu nepovažuje, ale v České republice zákonem č. 191/2006 Sb. byla přijata právní regulace, která je prohlašuje za určené technické zařízení na dráze.
Metro podle předchozího drážního zákona (51/1964 Sb. ve znění zákona č. 104/1974 Sb.) nepatřilo mezi železniční dráhy, ale do samostatné kategorie městské rychlodráhy, která společně s tramvajovými a trolejbusovými dráhami tvořila kategorii městské dráhy.

## Určená technická zařízení
Technická zařízení tlaková, plynová, elektrická, zdvihací, dopravní, pro ochranu před účinky atmosférické a statické elektřiny a pro ochranu před negativními účinky zpětných trakčních proudů, která slouží k zabezpečení provozování dráhy nebo drážní dopravy nebo lyžařských vleků, jsou určenými technickými zařízeními, která podléhají dozoru podle Zákona o dráhách.
Proto například světelný majáček na konci nástupního ostrůvku, který je součástí tramvajové dráhy, podléhá jiným (přísnějším) technickým podmínkám a jinému schvalovacímu režimu, než světelné majáčky na jiných dopravních ostrůvcích pozemních komunikací.

## Obvod dráhy a ochranné pásmo dráhy
Pro vybudování a ochranu dráhy je stanoven obvod dráhy a v některých případech ještě ochranné pásmo dráhy, vymezující též území v okolí dráhy. Je obdobou ochranného pásma u pozemních komunikací.

## Křížení dráhy
Křížení dráhy s pozemní komunikací pro silniční vozidla nebo pro pěší se nazývá přejezd, v případě železniční dráhy a v některých případech i u jiných typů drah železniční přejezd. Dřívější právní a technické předpisy upravující křížení samostatných tramvajových drah s pozemními komunikacemi byly v souvislosti s účinností zákona 266/1994 Sb. zrušeny a v současnosti má v této oblasti právní úprava závažné mezery.
Železniční přejezd je podle zákona součástí dráhy, nikoliv součástí pozemní komunikace.
Tramvajová dráha v úseku, kde je vedena po pozemní komunikaci, se nazývá tramvajový pás. V tomto úseku se na řidiče drážních vozidel vztahují pravidla silničního provozu. Zatímco podle některých právních předpisů (Zákon o pozemních komunikacích, prováděcí předpisy Zákona o dráhách) v takovém případě tramvajová dráha není součástí pozemní komunikace, Zákon o provozu na pozemních komunikacích tramvajový pás za součást pozemní komunikace označuje. Ten také upravuje, za jakých podmínek mohou silniční vozidla na tramvajový pás podélně vjíždět nebo ho příčně přejíždět.

## Subjekty na dráze
Zákon rozlišuje provozování dráhy (provozovatel dráhy) a provozování drážní dopravy (dopravce na dráze). V metru a na tramvajových a trolejbusových drahách obvykle obě tyto činnosti vykonává tentýž subjekt, na železničních drahách může tutéž část dráhy (tutéž dráhu) využívat i více dopravců a provozovatel dráhy nemusí být dopravcem. Vlastník dráhy nemusí být provozovatelem dráhy, v některých případech vlastník dráhy provozování dráhy smluvně svěřuje výhradnímu nebo převažujícímu dopravci (například Správa železnic Českým drahám).
K provozování dráhy je třeba úřední povolení. K provozování drážní dopravy je třeba licence. Podle předchozího drážního zákona (do roku 1994) se dráhy i drážní doprava provozovaly na základě koncese. Provozování drah ani drážní dopravy není živností podle živnostenského zákona.

## Drážní doprava
Veřejná osobní i nákladní drážní doprava se řídí jízdním řádem, přepravním řádem, případně též smluvními přepravními podmínkami. V případě veřejné osobní dopravy konané v rámci závazku veřejné služby náleží dopravci nárok na náhradu prokazatelné ztráty. Na celostátních a regionálních drahách musí být vedeno oddělené účetnictví o provozování dráhy, provozování osobní drážní dopravy a provozování nákladní drážní dopravy, i když je provádí tentýž subjekt.
Drážní doprava se provádí drážními vozidly.
Všechny mimořádné události v drážní dopravě musí být hlášeny Drážní inspekci, nehody v drážní dopravě a všechny závažné nehody též Policii České republiky.

## Státní správa
Orgánem státní správy ve věcech drah jsou drážní správní úřady. Některé z nich jsou také speciálními stavebními úřady pro stavby drah a stavby na dráze. Centrálním orgánem státní správy ve věcech drah je Drážní úřad. Drážní inspekce je zřízena ke sledování a vyhodnocování mimořádných událostí. Drážní úřad i Drážní inspekce jsou samostatné správní úřady přímo podřízené Ministerstvu dopravy.
Ministerstvo dopravy jako drážní správní úřad rozhoduje o zařazení železniční dráhy do kategorie a o zrušení celostátní nebo regionální dráhy. Je odvolacím orgánem proti rozhodnutí Drážního úřadu, Drážní inspekce a obcí.
Hlavní město Praha a obce s rozšířenou působností vykonávají jako drážní správní úřady přenesenou působnost státní správy ve věci dráhy tramvajové, trolejbusové, lanové a speciální. Tato kompetence se však nevztahuje na schvalování typu a způsobilosti drážních vozidel, schvalování způsobilosti určených technických zařízení a vydávání průkazů způsobilosti kontrolorů určených technických zařízení. Obce s rozšířenou působností na rozdíl od Prahy nemají ani kompetenci speciálního stavebního úřadu ve věcech drah a nemohou vydávat průkaz způsobilosti k řízení lanových drah.
Drážní úřad jako drážní správní úřad vykonává působnost státní správy v těch věcech týkajících se drah, v nichž nejsou svěřeny Ministerstvu dopravy ani obcím.
Státní odborný dozor na drahách vykonávají drážní správní úřady a Drážní inspekce.

## Právní předpisy o drahách

### Do roku 1994
- Zákon č. 51/1964 Sb., o dráhách, ve znění zákona č. 104/1974 Sb.
- Vyhláška Ministerstva dopravy č. 52/1964 Sb., kterou se provádí zákon o dráhách, ve znění vyhlášek č. 132/1969 Sb. a č. 122/1974 Sb.

#### Státní správa a obecný dozor
- Vyhláška Ministerstva dopravy č. 68/1964 Sb., o přenesení působnosti státní správy ve věcech drah, ve znění vyhlášky č. 11/1979 Sb., o působnosti správ celostátních drah na úseku státního odborného technického dozoru na dráhách, a vyhlášky č. 177/1988 Sb.
- Výnos Federálního ministerstva dopravy č. j. 12 241/75-025, o působnosti správ celostátních drah jako drážních správních orgánů, ve znění výnosu č. j. 25 112/77 (registrovány v částce 2/1973 Sb. a v částce 20/1975 Sb.)
- Vyhláška Federálního ministerstva dopravy č. 11/1979 Sb., o působnosti správ celostátních drah na úseku státního odborného technického dozoru na dráhách
- Výnos Federálního ministerstva dopravy č. j. 19 239/1974, o lhůtách dozorčí činnosti státního odborného technického dozoru (registrován v částce 15/1974 Sb.)
- Výnos Federálního ministerstva dopravy č. j. 8 969/85, kterým se stanoví některé podmínky výkonu státního odborného technického dozoru na zajištění bezpečnosti kontejnerů ISO řady 1 v provozu (registrován v částce 24/1985 Sb.)

#### Obecné technické požadavky
- Vyhláška Federálního ministerstva dopravy č. 18/1981 Sb., o schvalování drážních vozidel a zvláštních drážních mechanizačních zařízení,
- Vyhláška Federálního ministerstva dopravy č. 61/1982 Sb., o určených technických zařízeních
- Vyhláška Federálního ministerstva dopravy č. 72/1984 Sb., o podmínkách způsobilosti kontejnerů ISO řady 1 k bezpečnému a plynulému provozu,
- Vyhláška Federálního ministerstva dopravy č. 8/1987 Sb., o způsobilosti dovážených lanových drah a jiných technických zařízení,
- Vyhláška Federálního ministerstva dopravy č. 38/1990 Sb., kterou se stanoví některé podmínky k zajištění bezpečného a plynulého provozu zdvihacích zařízení pro manipulaci s kontejnery ISO řady 1
- Výnos Federálního ministerstva dopravy č. j. 12 142/1975-18, o zdvihacím zařízení horní plošiny poschoďového železničního vozu pro dopravu osobních automobilů, ve znění výnosu č. j. 23 229/79-025 (registrovány v částce 33/1975 Sb. a částce 6/1980 Sb.)

#### Styky drah
- Vyhláška Ministerstva dopravy č. 126/1964 Sb., o styku mezi dráhami celostátními a vlečkami a o vztazích mezi zúčastněnými organizacemi (vlečkové podmínky), ve znění vyhlášek č. 111/1966 Sb., č. 2/1980 Sb., č. 42/1984 Sb. a č. 74/1985 Sb.
- Vyhláška Federálního ministerstva dopravy č. 7/1988 Sb., o křížení pozemních komunikací s dráhami v úrovni kolejí,
- Vyhláška Federálního ministerstva dopravy č. 123/1979 Sb., o městské hromadné dopravě

#### Provoz drah a drážní dopravy
- Výnos Federálního ministerstva dopravy a Českého báňského úřadu č. 3939/19/1976, o pravidlech technického provozu pro důlní dráhy povrchových hnědouhelných dolů (PTP-D) (registrován v částce 4/1979 Sb.)
- Směrnice Federálního ministerstva dopravy, Generální prokuratury ČSSR a Federálního ministerstva vnitra č. j. 11 471/1973, o koordinaci a součinnosti orgánů dopravy, bezpečnosti a prokuratury při železničních nehodách (registrována v částce 12/1973 Sb.)

#### Způsobilost pracovníků
- Výnos Federálního ministerstva dopravy č. 26 049/76, kterým se vydává Zkušební řád pro řidiče, průvodčí, dispečery, výpravčí a pracovníky přepravní kontroly městské hromadné přepravy, ve znění výnosu č. 7 129/1982-025 (registrovány v částce 8/1977 Sb. a v částce 9/1982 Sb.),
- Výnos Federálního ministerstva dopravy č. j. 11 446/1974, o pravidelném opakovaném přezkušování jeřábníků a vazačů pracujících se silničními výložníkovými jeřáby nebo se železničními kolejovými výložníkovými jeřáby (registrován v částce 15/1974 Sb.)
- Výnos Federálního ministerstva dopravy č. 19 022/1978, o odborné způsobilosti v elektrotechnice na dráhách (registrován v částce 32/1978 Sb.),
- Výnos Federálního ministerstva dopravy č. j. 5 095/85-ÚÚŽZ, kterým se vydávají směrnice o zdravotní způsobilosti pracovníků na železnicích (registrován v částce 16/1985 Sb.)

#### Přepravní řády
- Vyhláška č. 132/1964 Sb., o železničním přepravním řádu, ve znění vyhlášek č. 98/1966 Sb., 4/1976 Sb., 152/1983 Sb., 74/1985 Sb., 357/1990 Sb.,
- Vyhláška č. 127/1964 Sb., o městském přepravním řádu, ve znění vyhlášek č. 151/1971 Sb., 181/1973 Sb., 44/1985 Sb., 462/1992 Sb., 71/1999 Sb.
- Vyhláška č. 3/1977 Sb., o přepravním řádu lanových drah, ve znění vyhlášek č. 35/1985 Sb.,
- Vyhláška č. 9/1984 Sb., o kontejnerovém přepravním řádu, ve znění vyhlášky č. 74/1985 Sb.
- Vyhláška Federálního ministerstva dopravy č. 190/1988 Sb., kterou se stanoví pevné částky náhrad za způsobení malých poruch v provozu vlaku na celostátních dráhách a vlečkách, ve znění vyhlášky č. 316/1992 Sb.
- Výnos Federálního ministerstva dopravy č. j. 8 624/1982-25, kterým se stanoví pevné částky náhrad za poškození železničních vozů a zařízení, ve znění výnosu č. j. 18 682/1992-040 (registrovány v částce 16/1982 Sb. a v částce 81/1992 Sb.)
- Výnos Federálního ministerstva dopravy č. j. 9 737/1984, o přepravách vojenských kontejnerových zásilek (registrován v částce 22/1984 Sb.)

### Od roku 1994
- Zákon č. 266/1994 Sb., o dráhách, ve znění zákonů č. 189/1999 Sb., 23/2000 Sb., 71/2000 Sb., 132/2000 Sb., 77/2002 Sb., 175/2002 Sb., 320/2002 Sb., 103/2004 Sb., 1/2005 Sb., 181/2006 Sb., 191/2006 Sb.

#### Základní stavební a technické požadavky
- Vyhláška MD č. 177/1995 Sb., kterou se vydává stavební a technický řád drah, ve znění vyhlášky MD č. 243/1996 Sb., vyhlášky MDS č. 346/2000 Sb., vyhlášky MDS č. 413/2001 Sb a vyhlášky MD č. 577/2004 Sb.
- Vyhláška MD č. 100/1995 Sb., kterou se stanoví podmínky pro provoz, konstrukci a výrobu určených technických zařízení a jejich konkretizace (Řád určených technických zařízení), ve znění vyhlášky MDS č. 279/2000 Sb., nařízení vlády č. 352/2000 Sb. a vyhlášky č. 210/2006 Sb.
- Nařízení vlády č. 42/2003 Sb. o technických požadavcích na přepravitelná tlaková zařízení, ve znění nařízení vlády č. 251/2003 Sb. a nařízení vlády č. 541/2004 Sb.
- Nařízení vlády č. 70/2002 Sb. o technických požadavcích na zařízení pro dopravu osob
- Vyhláška č. 209/2006 Sb., o požadavcích na přípustné emise znečišťujících látek ve výfukových plynech spalovacího hnacího motoru drážního vozidla
- Zákon č. 22/1997 Sb., o technických požadavcích na výrobky a o změně a doplnění některých zákonů, ve znění zákona č. 71/2000 Sb., zákona č. 102/2001 Sb., zákona č. 205/2002 Sb., zákona č. 226/2003 Sb. a zákona č. 277/2003 Sb.
- Vyhláška Českého báňského úřadu č. 35/1998 Sb., o požadavcích k zajištění bezpečnosti a ochrany zdraví při práci a bezpečnosti provozu důlní dráhy hnědouhelného lomu
- Vyhláška MD a ÚBÚ č. 28/1967 Sb., kterou se stanoví pravidla pro styk drah s hornickou činností

#### Provoz dráhy a drážní dopravy
- Vyhláška MD č. 173/1995 Sb., kterou se vydává dopravní řád drah, ve znění vyhlášky MD č. 242/1996 Sb., vyhlášky MDS č. 174/2000 Sb. a vyhlášky č. 133/2003 Sb.
- Vyhláška MDS č. 361/2001 Sb., o způsobu zjišťování mimořádných událostí v drážní dopravě, ve znění vyhlášky MDS č. 442/2002 Sb.
- Vyhláška č. 376/2006 Sb., o systému bezpečnosti provozování dráhy a drážní dopravy a postupech při vzniku mimořádných událostí na dráhách (touto vyhláškou se úplně ruší vyhlášky 361/2001 Sb. a 442/2002 Sb.)

#### Způsobilost pracovníků
- Vyhláška MD č. 101/1995 Sb., kterou se vydává Řád pro zdravotní a odbornou způsobilost osob při provozování dráhy a drážní dopravy, ve znění vyhlášky MDS č. 455/2000 Sb. a vyhlášky č. 194/2005 Sb.

#### Evropský železniční systém a mezinárodní vztahy
- Vyhláška MD č. 352/2004 Sb., o provozní a technické propojenosti evropského železničního systému ve znění vyhlášky č.377 /2006 Sb.
- Sdělení MD č. 111/2004 Sb., o výčtu železničních drah zařazených do evropského železničního systému
- Nařízení vlády č. 133/2005 Sb. o technických požadavcích na provozní a technickou propojenost evropského železničního systému.
- Vyhláška MZV č. 8/1985 Sb. o Úmluvě o mezinárodní železniční přepravě (COTIF), ve znění sdělení FMZV č. 61/1991 Sb., FMZV č. 251/1991 Sb. a sdělení MZV č. 274/1996 Sb., doplnění ve Sdělení MZV č. 34/2005 Sb. m. s., Sdělení Ministerstva zahraničních věcí č. 49/2006 Sb. m. s. o sjednání Protokolu z 3. června 1999 o změně Úmluvy o mezinárodní železniční přepravě (COTIF) z 9. května 1980 (Úmluva COTIF ve znění Vilniuského protokolu)
- Sdělení MZV č. 133/2002 Sb.m.s. o přístupu ČR k Úmluvě o založení společnosti „EUROFIRMA“ Evropské společnosti pro financování železničních vozů a Dodatkového protokolu k Úmluvě o založení společnosti „EUROFIRMA“ Evropské společnosti pro financování železničních vozů

#### Subjekty na dráze a vztahy mezi nimi
- Zákon č. 625/1992 Sb., o zániku státní organizace Československé státní dráhy
- Zákon č. 77/2002 Sb. o akciové společnosti České dráhy, státní organizaci Správa železniční dopravní cesty a o změně zákona č. 266/1994 Sb., o dráhách, ve znění pozdějších předpisů, a zákona č. 77/1997 Sb., o státním podniku, ve znění pozdějších předpisů, ve znění nálezu Ústavního soudu vyhlášeného pod č. 83/2003 Sb., ve znění zákona č. 179/2003 Sb. a ve znění zákona č. 293/2004 Sb.
- Nařízení vlády č. 322/2002 Sb., kterým se stanoví podmínky, výše a způsob poskytnutí příspěvku k řešení sociálních důsledků transformace státní organizace České dráhy, ve znění nařízení vlády č. 83/2005 Sb.
- Sdělení MDS č. 524/2002 Sb. o vyhlášení dne vzniku akciové společnosti České dráhy
- Vyhláška MDS č. 429/2001 Sb. o podrobnostech prokazování finanční způsobilosti k provozování dráhy celostátní nebo dráhy regionální, o způsobu prokazování finanční způsobilosti k provozování drážní dopravy na dráze celostátní nebo na dráze regionální a o doplňkových přepravních službách
- Vyhláška MD č. 241/2005 Sb., o prokazatelné ztrátě ve veřejné drážní osobní dopravě a o vymezení souběžné veřejné osobní dopravy
- Vyhláška MD č. 351/2004 Sb., o rozsahu služeb poskytovaných provozovatelem dráhy dopravci
- Vyhláška č. 501/2005 Sb., o vymezení nákladů provozovatele dráhy spojených s provozováním a zajišťováním provozuschopnosti, modernizace a rozvoje železniční dopravní cesty
- Výměr MF č. 01/2006 ze dne 6. prosince 2005, kterým se vydává seznam zboží s regulovanými cenami (příloha č. 4: maximální ceny a určené podmínky za použití vnitrostátní železniční dopravní cesty celostátních a regionálních drah při provozování drážní dopravy)
- Vyhláška MDS č. 367/1999 Sb., kterou se stanoví období s nižší potřebou práce provozovatelům a dopravcům na dráze celostátní a regionální (zrušena zákonem č. 262/2006 Sb., zákoník práce, s účinností od 1. ledna 2007)

#### Přepravní řády a tarif
- Nařízení vlády č. 1/2000 Sb., o přepravním řádu pro veřejnou drážní nákladní dopravu, ve znění nařízení vlády č. 295/2000 Sb.
- Vyhláška MDS č. 175/2000 Sb., o přepravním řádu pro veřejnou drážní a silniční osobní dopravu
- Výměr MF č. 01/2006 ze dne 6. prosince 2005, kterým se vydává seznam zboží s regulovanými cenami (příloha č. 6: určené ceny v železniční veřejné vnitrostátní pravidelné osobní dopravě, str. 50 a násl.)
- Vyhláška MD č. 266/1995 Sb., kterou se zrušuje vyhláška o kontejnerovém přepravním řádu